# 傑隆休斯冰川
69°31′S 70°34′W / 69.517°S 70.567°W
傑隆休斯冰川（英語：Gerontius Glacier）是南極洲的冰川，位於亞歷山大一世島北部，發源自埃爾加高地，該冰川在1977年被命名，現時由南極條約體系管理。